# Chilobia cinxia
Chilobia cinxia är en insektsart som beskrevs av Stsl 1863. Chilobia cinxia ingår i släktet Chilobia och familjen lyktstritar. Inga underarter finns listade i Catalogue of Life.